# ライズ (ハーブ・アルパートのアルバム)
『ライズ』(Rise) は、ハーブ・アルパートが1979年に発表したアルバム。

## 概要
1979年、アンディ・アーマーとアルパートの甥のランディ・"バダズ"・アルパートが書いた曲「Rise」は、世界的にヒット。 12インチバージョンは1979年7月20日にリリースされ、7インチシングルはビルボードホット100チャートのトップに達し、2週間トップをキープした 。この曲は、1968年に「 This Guy's in Love with You 」が4週間アメリカでトップを維持して以来、アルパートにとって米国で2曲目のナンバーワン・ヒットとなった。アーマーとアルパートは曲の成功を生かすためにアルバムの作成に着手し、9月にリリースされた。
サイド1は、アルパート、アーマー、ランディが作曲したオリジナル曲で構成され、サイド2には、アルパートが気に入り、絶賛したカバー曲も収録される形となっている。全曲にアルパートのトランペットを核とし、多くのミュージシャンが参加して収録された。
1曲目の「1980」は、NBC Sportsのエグゼクティブであるドン・オールメイヤーが1980年モスクワオリンピックのテーマに使用する為、アルパートに依頼して書かれた曲だったが、1986年メキシコで開催されたFIFAワールドカップの公式テーマソングとして使用された。サイド1の最後の曲「Rotation」は、「Rise」のフォローアップシングルとしてリリースされ、1980年1月のHot100チャートで30位にランクインした 。
アルバムのサイド2のカバーには、クルセイダーズの「Street Life」、ビル・ウィザースの「Love Is」、ゲイリー・ブルッカーの「Angelina」、ホアキン・ロドリーゴの「Aranjuez (Mon Amour)」(アランフエス協奏曲) が選曲された。
A&Mレコードのスタジオで3M社の32トラックデジタルレコーダーでデジタル録音された最初のアルバムである。
アルバムは、ビルボードジャズアルバムチャートで1位、ビルボード200とR＆Bアルバムチャートの両方で6位、300万枚以上を売り上げた。

## 収録曲

### オリジナル

#### サイド1
1. '80モスクワ・オリンピック "1980"-  2:25（ハーブ・アルパート）
2. ライズ "Rise" - 7:37（アンディ・アーマー、ランディ・"バダズ"・アルパート）
3. ビハインド・ザ・レイン "Behind the Rain" - 5:34（ハーブ・アルパート）
4. ローテーション "Rotation" - 5:12（アンディ・アーマー、ランディ・"バダズ"・アルパート）

#### サイド2
1. ストリート・ライフ "Street Life" - 5:01（ジョー・サンプル、ウィル・ジェニングス）
2. ラヴ・イズ "Love Is" - 4:28（ビル・ウィザース、ポール・スミス）
3. アンジェリーナ "Angelina" - 4:13（ピート・シンフィールド、ゲイリー・ブルッカー）
4. アランフェス "Aranjuez (Mon Amour)"  - 6:42（ホアキン・ロドリーゴ）

### 2007年再発盤
1. "1980" (2:25)
2. "Rise" (7:37)
3. "Behind the Rain" (5:34)
4. "Rotation" (5:12)
5. "Aranjuez (Mon Amour)" (6:42)
6. "Love Is" (4:28)
7. "Angelina" (4:13)
8. "Street Life" (5:01)
9. "Rotation" (Alternate Version) (4:28)
10. "Aranjuez (Mon Amour)" (2007 Dance Remix) (5:08)